# 486416 Mami
486416 Mami è un asteroide della fascia principale. Scoperto nel 2013, presenta un'orbita caratterizzata da un semiasse maggiore pari a 2,6291813 au e da un'eccentricità di 0,0611698, inclinata di 9,43736° rispetto all'eclittica.